# Spinoberea
Spinoberea is een kevergeslacht uit de familie van de boktorren (Cerambycidae). De wetenschappelijke naam van het geslacht werd voor het eerst geldig gepubliceerd in 1954 door Breuning.

## Soorten
Spinoberea omvat de volgende soorten:
- Spinoberea cephalotes (Gressitt, 1942)
- Spinoberea subspinosa (Pic, 1922)